# اسکوردیا
اسکوردیا (به ایتالیایی: Scordia) یک کومونه در ایتالیا است که در استان کاتانیا واقع شده‌است.

## خصوصیات
اسکوردیا ۲۴٫۳ کیلومترمربع مساحت و ۱۷٬۲۰۲ نفر جمعیت دارد و ۱۵۰ متر بالاتر از سطح دریا واقع شده‌است.